# Sarroch
Sarroch település Olaszországban, Szardínia régióban, Cagliari megyében. Lakosainak száma 5028 fő (2023. január 1.). Sarroch Capoterra, Pula, Villa San Pietro és Assemini községekkel határos.

## Népesség
A település lakossága az elmúlt években az alábbi módon változott:
| Lakosok száma | 5267 | 5283 | 5028 |
|               | 2017 | 2018 | 2023 |